# Lavapés
Sociedade Recreativa Beneficente e Esportiva Lavapés Pirata Negro (ou simplesmente Lavapés) é uma das mais antigas escolas de samba da cidade de São Paulo, sendo a mais antiga ainda em atividade, tendo sido fundada em 9 de fevereiro de 1937, tendo como cores oficiais o vermelho e o branco.
Já foi 7 vezes campeã do Grupo Especial, porém, com o passar do tempo, a escola não acompanhou a evolução das concorrentes e acabou rebaixada até parar no último grupo de desfiles da UESP. O atual presidente é o ator Ailton Graça, que assumiu a presidência da agremiação em dezembro de 2019.

## História
Tradicional Escola de Samba da capital paulista, localizada no Bairro da Liberdade, também próximo ao Bairro Cambuci, na Rua Lavapés, é a Escola de Samba mais antiga em atividade na cidade de São Paulo. Foi fundada em 9 de fevereiro de 1937, após a ida de Madrinha Eunice em 1936 ao Rio de Janeiro, onde ela se encantou pela São Carlos, uma escola vermelha e branca, que hoje é a tradicional Estácio de Sá.
A Lavapés teve participação decisiva na oficialização do Carnaval Paulistano, além de contribuir para a união de todas as Escolas de Samba, para garantir a propagação do carnaval. Também é atribuído a Lavapés a primeira Comissão de Frente Feminina de São Paulo.
É herdeira da forma de batucar paulistana, forma esta que nasceu em solo paulistano como o Tambor de Pirapora e as Batidas das Festas para Nossa Senhora do Rosário e para São Benedito, trazidos pelas mãos de escravos e ex-escravos. Madrinha Eunice, a fundadora da Lavapés, era assídua frequentadora destas festas.
Grandes nomes do samba desfilaram na Lavapés e de lá saíram para fundar escolas tais como Carlão do Peruche, fundador da Unidos do Peruche, José Jambo Filho, presidente da Vai-Vai, Germano Matias, tradicional intérprete do samba paulistano e Inocêncio Mulata, que refundou a Camisa Verde e Branco. Além disso, Seu Nenê, fundador da Nenê de Vila Matilde, era amigo chegado de Madrinha Eunice e com ela participava de rodas de samba.

### Fatos e Datas

#### Décadas de 30 e 40
A Lavapés nasceu em uma região que era forte em desfiles de blocos e ranchos, o bairro da Liberdade. O local era refúgio de festas e gueto de sambistas dos mais famosos, um núcleo cultural, que ainda contava com salões de baile e a tradicional festa na Igrejinha de Santa Cruz, festa de negros e de sambistas como Madrinha Eunice. O samba integrava diversas novidades e os desfiles de carnaval foram sofrendo inúmeras alterações. O carnaval na década de 30 na cidade de São Paulo ainda era dominado pelos grupos carnavalescos e cordões.

#### Década de 50
No início da década de 50, a disputa das escolas de samba da cidade foi unificada, esta acontecia na Praça da Sé, centro de São Paulo. A Lavapés conquistou os títulos de 1950 a 1953 e de 1956, ano em que o carnaval da cidade começou a ficar mais disputado, dividindo o título com a Nenê de Vila Matilde. Por volta de 1950, com a chegada de Popó, um sambista carioca que veio morar em São Paulo e logo se envolveu com a Lavapés, a escola inovou, implantando o Casal de Mestre Sala e Porta Bandeira e a Comissão de Frente.
Foi por esta época que começaram a surgir também nos desfiles de São Paulo, os primeiros sambas de enredo (músicas que contavam a história que desfilava na avenida), feitos por compositores de cada agremiação carnavalesca e exclusivamente para o carnaval e seu desfile. Madrinha Eunice, Chico Pinga, Popó e Doca foram parceiros constantes até 1968. Na época os sambas eram chamados de samba-tema. Sendo o primeiro deles: “São Paulo Antiga.”

#### Década de 1960 e Oficialização do Carnaval de São Paulo
No ano de 1961, a Lavapés voltava a ser campeã, conquistando seu sexto título de melhor da cidade. Já em 64, a Lavapés ganha seu sétimo e até hoje, último título da elite do carnaval paulistano, voltando ao topo da cidade.
Após a luta de grandes sambistas paulistanos como Madrinha Eunice e Seu Nenê de Vila Matilde, para o carnaval de 1968, foram tomadas uma série de medidas pelo prefeito da cidade Faria Lima, e a disputa do carnaval foi oficializada. A Lavapés ficou em 3º lugar nesse ano (numa disputa de 3 escolas), atrás de Nenê de Vila Matilde e Unidos do Peruche, o que se repetiu em 1969.

#### Década de 1970 e 1980
Em 1970 a Lavapés ficou em 4º lugar com seis escolas e em 1971 veio o primeiro rebaixamento, com um 7º e último lugar. Durante 3 anos, a Lavapés ficou no segundo grupo das escolas paulistanas, e só conseguiu o acesso em 1974, quando ficou com a 2ª colocação. No carnaval de 1975 a escola disputou pela última vez com as grandes do carnaval de São Paulo, e com um 10º lugar a escola foi rebaixada.
A Lavapés ficou entre 76 e 78 no grupo de acesso, até que sofreu mais uma queda. Passou o ano de 1979 no Grupo 1, sofreu mais uma queda, que a obrigou a passar os anos de 80 e 81 no grupo 2. Com mais uma queda em 81, a escola chegou ao grupo da Vaga Aberta, o último grupo do carnaval paulistano na época, e com um 11º lugar em 84, a Lavapés é retirada da disputa dos próximos três carnavais. Em 1987, a escola voltou a desfilar, e desde então vem oscilando entre os grupos inferiores do carnaval paulistano.
Atualidade
Em 2007, ficou em quarto lugar do Grupo 3 da UESP (o que equivale à quinta divisão do Carnaval Paulistano), sendo promovida para o Grupo 2. Em 2010, ocorre a fundação do Marco Zero do Samba, projeto de autoria de Camilo Augusto Neto, atualmente diretor da UESP (União das Escolas de Samba Paulistanas). Em 2015, vence um carnaval depois de 15 anos.
Após a posse do ator Aíton Graça, em 2019, a escola recebe a adição do segundo nome "Pirata Negro", em alusão ao projeto do ator. Além disso, ocorreu a mudança de local de ensaio para o Jabaquara, deixando a escola mais atrativa com incentivo cultural e financeiro. Para o carnaval de 2020, trouxe como enredo "O mundo a partir da África e o tambor que faz gira girar", se sagrando campeã.

## Segmentos

### Presidentes
| Nome                             | Mandato      | Ref.   |
| -------------------------------- | ------------ | ------ |
| Deolinda Madre "Madrinha Eunice" | 1937 - 1995  |        |
| Rosemeire Marcondes              | 1996 - 2019  | [ 12 ] |
| Ailton Graça                     | 2019 - atual |        |

### Diretores
| Ano  | Diretor geral de Harmonia | Mestre de Bateria | Ref.   |
| ---- | ------------------------- | ----------------- | ------ |
| 2014 | Clayton Gomes             |                   |        |
| 2015 | Clayton Gomes             | Pelé              | [ 13 ] |
| 2016 | Clayton Gomes             |                   |        |

### Intérprete
| Ano  | Nome        | Ref. |
| ---- | ----------- | ---- |
| 2019 | Tim Cardoso |      |

### Comissão de Frente
| Ano       | Nome         | Ref. |
| --------- | ------------ | ---- |
| 2012-2015 | Thiago Lopes |      |

### Casal de Mestre-sala e Porta-bandeira
| Ano        | Nomes                                | Ref.   |
| ---------- | ------------------------------------ | ------ |
| 2014-2015  | Rogério Babau "Mestre Babau" e Tainá | [ 13 ] |
| 2016       | Higor Ferreira e Naiomy Pires        |        |
| 2017-2019  | Max Mioh e Naira Oliveira            |        |
| 2020-atual | Edgar Carobina e Lais Moreira        |        |

### Corte de Bateria
| Período    | Rainha          | Ref. |
| ---------- | --------------- | ---- |
| 2020-atual | Daniela Santana |      |

## Carnavais
| Ano                            | Colocação | Grupo | Enredo | Carnavalesco | Ref           |
| 1950                           | Campeã | Especial | Baianas | | [ 14 ]        |
| 1951                           | Campeã | Especial | Pirapora | |               |
| 1952                           | Campeã | Especial | Tia Ciata | |               |
| 1953                           | Campeã | Especial | Rio de Janeiro | |               |
| ------------------------------ | --- | --- | --- | --- | ------------- |
| 1954                           | 3º lugar | Especial | Batalha dos Heróis | |               |
| 1955                           | 2º lugar | Especial | Princesa Isabel | |               |
| 1956                           | Campeã | Especial | Folclore | |               |
| 1957                           | 3º lugar | Especial | Imperatriz Leopoldina | |               |
| 1958                           | 4º lugar | Especial | Revoluções | |               |
| 1959                           | 2º lugar | Especial | As Grandes Navegações | |               |
| 1960                           | 2º lugar | Especial | Descobrimento do Brasil | |               |
| 1961                           | Campeã | Especial | Festa Popular | |               |
| 1962                           | 3º lugar | Especial | Nossas Origens | |               |
| 1963                           | 3º lugar | Especial | Proclamação da República | |               |
| 1964                           | Campeã | Especial | Chico Rei | |               |
| 1965                           | 2º lugar | Especial | Raízes do Samba | |               |
| 1966                           | 3º lugar | Especial | Dom Pedro | |               |
| 1967                           | 3º lugar | Especial | Cultura Popular | |               |
| 1968                           | 3°lugar | Especial | São Paulo, Passado, Presente e Futuro | |               |
| 1969                           | 3º lugar | Especial | São Paulo Antigo e São Paulo Moderno | |               |
| 1970                           | 4º lugar | Especial | Bahia de todos os deuses | |               |
| 1971                           | 7º lugar | Especial | Insurreição Pernambucana | |               |
| 1972                           | Vice-campeã | Acesso | Independência do Brasil | |               |
| 1973                           | 4°lugar | Acesso | Bahia de Todo Sempre | |               |
| 1974                           | 3º lugar | Acesso | Carmem Miranda, a Grande Pequena | |               |
| 1975                           | 10º lugar | Especial | Brasil em Três Tempos | |               |
| 1976                           | 7°lugar | Acesso | Um Século de Estadão | |               |
| 1977                           | 7° lugar | Acesso | 40 Anos de Glórias | |               |
| 1978                           | 12º lugar | Acesso | A Valsa do Imperador | |               |
| 1979                           | 12º lugar | 1-UESP | Bahia e Suas Tradições | |               |
| 1980                           | 6º lugar | 2-UESP | São Paulo se Diverte | |               |
| 1981                           | 7º lugar | 2-UESP | Dias de Glórias de Carmem Miranda | |               |
| 1982                           | 3º lugar | Vaga Aberta | Marquesa de Santos-Domitila de Castro, a Bela Dama Paulista | |               |
| 1983                           | 7º lugar | Vaga Aberta | Saudoso Inocêncio Tobias | |               |
| 1984                           | 11º lugar | Vaga Aberta | São Paulo Se Diverte | |               |
| Não Desfilou entre 1985 e 1986 | | | | |               |
| 1987                           | 9º lugar | Grupo 3 | Lavapés, 50 Anos de Glórias | |               |
| 1988                           | 8º lugar | Grupo 3 | Carmem Miranda | |               |
| 1989                           | 9º lugar | Grupo 3 | Bahia de Todos os Santos | |               |
| 1990                           | 6º lugar | Grupo 4 | Brasil Mestiço | |               |
| 1991                           | 7º lugar | Grupo 4 | Magia de Carnaval | |               |
| 1992                           | 9º lugar | Seleção - B | O Samba Pede Passagem | |               |
| 1993                           | 8º lugar | Seleção - B | Trindade do Samba - 55 Anos de Glória | |               |
| 1994                           | 4º lugar | Seleção - A | Brasil Mestiço | Horacio Rabaça Filho                                                                                                   |               |
| 1995                           | Desclassificada | Seleção - A | E Porque Nós Somos Uma Tradição? | |               |
| 1996                           | 4º lugar | Seleção - B | Os Sete Trabalhos do Hércules Juarez da Cruz | |               |
| 1997                           | 4º lugar | Seleção - B | TV... Alegria de Criança | |               |
| 1998                           | 5º lugar | 3 - Sul | No Esplendor da Folia a Lavapés dá um Alerta à Ecologia | |               |
| 1999                           | 2º lugar | 3 - Leste 2 | É Chegada a Hora... A Virada é Agora! | |               |
| 2000                           | Campeã | 3-UESP | Da Pena de Caminha... Nasce o Brasil | |               |
| 2001                           | 4º Lugar | 2-UESP | A Viagem de Helena de Pelô a Pelô | Marcelo Luís da Silva e Paulo Fornias                                                                                  |               |
| 2002                           | 4º lugar | 2-UESP | De Vermelho e Branco Eu Vou... Tua Cor Me Conquistou | Marcelo Luís da Silva e Paulo Fornias                                                                                  |               |
| 2003                           | 5º lugar | 2-UESP | Da Medieval à Atual, Eu Vendo, Você Compra, Na Feira Tudo se Encontra                                                                                               | Marcelo Luís da Silva e Paulo Fornias                                                                                  |               |
| 2004                           | 3º lugar | 2-UESP | Boa Noite São Paulo - Luzes, Câmera, Ação! | |               |
| 2005                           | 7º Lugar | 2-UESP | Do Big Bang ao surgimento dos quatro elementos: água, terra, fogo e ar                                                                                              | Luiz Ricardo |               |
| 2006                           | 10º lugar | 2-UESP | Omi - Água Berço da Civilização Yorubá | Renato Lucena |               |
| 2007                           | 4°lugar | 3-UESP | Para Plantar, Colher e Comer | Renato Lucena |               |
| 2008                           | 14º lugar | 2-UESP | Ergeu com Trabalho a Nova Terra, com Coração a Nova Nação - O Negro                                                                                                 | Renato Lucena e Horácio Rabaçã                                                                                         |               |
| 2009                           | 10º lugar | 3-UESP | Na Lavapés criança é brincadeira séria | |               |
| 2010                           | 6º lugar | 3-UESP | 100 Anos de Carmen Miranda na Lavapés de Madrinha Eunice | Bill de Oliveira |               |
| 2011                           | 11º Lugar | 3-UESP | Imortal é quem te conquistou | |               |
| 2012                           | 6º Lugar | 4-UESP | Terra, um presente para preservar | Genésio Cruz e Renato Lucena                                                                                           |               |
| 2013                           | Vice-Campeã | 4-UESP | Datas que marcam, vem comemorar com a Lavapés! | Genésio Cruz | [ 15 ]        |
| 2014                           | 11º lugar | 3-UESP | Circo, Alegria do Povo no Picadeiro Colorido da Lavapés | Horácio Rabaça Filho                                                                                                   | [ 16 ]        |
| 2015                           | Campeã | 4-UESP | Eu vendo, você compra… Na feira tudo se encontra! | Horácio Rabaça Filho                                                                                                   | [ 13 ]        |
| 2016                           | 6º lugar | 3-UESP | Danças africanas | Horácio Rabaça Filho                                                                                                   | [ 12 ]        |
| 2017                           | 12º lugar | 3-UESP | Oito décadas de samba...minha Lavapés, orgulho da terra da garoa!                                                                                                   | Horácio Rabaça Filho                                                                                                   | [ 17 ]        |
| 2018                           | 4º lugar | 4-UESP | Uma viagem fantástico ao mundo infantil. Lavapés, a pura essência de uma criança. Compositores: Ronny Potolski, Luciano Rosa, Jairo Roizen, André Valencio e Sukata | Rafael Conde Enredista: Ronny Potolski                                                                                 | [ 18 ]        |
| 2019                           | 11º lugar | 4-UESP | Pernambuco multicultural, a festa de um povo feliz | Comissão de Carnaval                                                                                                   | [ 19 ] [ 20 ] |
| 2020                           | Campeã | Acesso 2 de Bairros | O mundo a partir da África e o tambor que faz a gira girar | | [ 21 ]        |
| 2021                           | Inicialmente adiados para o mês de julho, os desfiles do Carnaval 2021 foram cancelados devido a pandemia de Covid-19. | Inicialmente adiados para o mês de julho, os desfiles do Carnaval 2021 foram cancelados devido a pandemia de Covid-19. | Inicialmente adiados para o mês de julho, os desfiles do Carnaval 2021 foram cancelados devido a pandemia de Covid-19.                                              | Inicialmente adiados para o mês de julho, os desfiles do Carnaval 2021 foram cancelados devido a pandemia de Covid-19. | [ 22 ]        |
| 2022                           | 3º Lugar | Acesso 1 de Bairros | Mamãe Oxum - A Deusa do amor, o ventre da humanidade, traz as boas novas na primavera                                                                               | Comissão de Carnaval                                                                                                   | [ 23 ] [ 24 ] |
| 2023                           | Vice Campeã | Acesso 1 de Bairros | Iemanjá e o encontro das águas | Comissão de Carnaval                                                                                                   | [ 25 ]        |
| 2024                           | 5º Lugar | Especial de Bairros | Oxossi, o Guardião Popular | Amarildo de Melo | [ 26 ]        |
| 2025                           | 4° Lugar | Especial de Bairros | Xango Aganjú - O Alafin dos olhos de fogo | Mauro Xuxa |               |
| 2026                           | | Especial de Bairros | Candeia em seu Trono é Rei! Luz, Inspiração e Arte Negra na Rua | Amarildo de Mello |               |